# Список женщин-министров Индонезии

Ниже представлен список женщин-министров Индонезии. Также в него включена Мегавати Сукарнопутри, занимавшая более высокие правительственные должности — президента и вице-президента.
Первой женщиной-министром в правительстве Индонезии стала Мария Ульфа Сантосо, министр социальных дел в правительстве Сутана Шарира при президенте Сукарно. Единственная женщина, занимавшая министерский пост при двух президентах (Сухарто и Бухаруддине Юсуфе Хабиби) — Тутти Алавия, государственный министр по делам женщин (1998—1999).
Женщины, первыми занявшие соответствующую должность в правительстве, выделены жёлтым. Ныне действующие члены правительства выделены жирным шрифтом.
| Министр                       | Должность                                                          | Начало полномочий    | Окончание полномочий | Глава правительства            |
| ----------------------------- | ------------------------------------------------------------------ | -------------------- | -------------------- | ------------------------------ |
| Мегавати Сукарнопутри         | Вице-президент Индонезии                                           | 26 октября 1999 года | 9 июля 2001 года     | Абдуррахман Вахид              |
| Мегавати Сукарнопутри         | Президент Индонезии                                                | 9 июля 2001 года     | 20 октября 2004 года | она сама                       |
| Пуан Махарани                 | Министр-координатор по делам человеческого развития и культуры     | 27 октября 2014 года | 1 октября 2019 года  | Джоко Видодо                   |
| Артати Марзуки-Судирджо       | 27 августа 1964 года                                               | 22 февраля 1966 года | Сукарно              |                                |
| Ретно Марсуди                 | Министр иностранных дел Индонезии                                  | 27 ноября 2014 года  | Ныне в должности     | Джоко Видодо                   |
| Сри Мульяни Индравати         | Министр финансов                                                   | 7 декабря 2005 года  | 20 мая 2010 года     | Сусило Бамбанг Юдойоно         |
| Сри Мульяни Индравати         | Министр финансов                                                   | 27 июля 2016 года    | Ныне в должности     | Джоко Видодо                   |
| Рини Мариани Сунарно Суванди  | Министр торговли и промышленности                                  | 10 августа 2001 года | 20 октября 2004 года | Мегавати Сукарнопутри          |
| Мари Элка Пангесту            | Министр торговли                                                   | 20 октября 2004 года | 19 октября 2011 года | Сусило Бамбанг Юдойоно         |
| Сурасти Карма Тримурти        | Министр труда                                                      | 3 июля 1947 года     | 29 января 1948 года  | Амир Шарифуддин                |
| Мария Ульфа Сантосо           | Министр социального обеспечения                                    | 12 марта 1946 года   | 26 июня 1947 года    | Сутан Шарир                    |
| Русия Сарджоно                | Министр социального обеспечения                                    | 6 марта 1962 года    | 26 марта 1966 года   | Сукарно                        |
| Нани Сударсоно                | Министр социального обеспечения                                    | 19 марта 1983 года   | 21 марта 1988 года   | Сухарто                        |
| Харьяти Субадио               | Министр социального обеспечения                                    | 21 марта 1988 года   | 17 марта 1993 года   | Сухарто                        |
| Энданг Кусума Интен Сувено    | Министр социального обеспечения                                    | 21 марта 1993 года   | 14 марта 1998 года   | Сухарто                        |
| Сити Хардиянти Рукмана        | Министр социального обеспечения                                    | 14 марта 1998 года   | 21 мая 1998 года     | Сухарто                        |
| Юстика Бахаршья               | Министр социального обеспечения                                    | 21 мая 1998 года     | 26 октября 1999 года | Бухаруддин Юсуф Хабиби         |
| Хофифа Индар Параванса        | Министр социального обеспечения                                    | 27 октября 2014 года | 17 января 2018 года  | Джоко Видодо                   |
| Юстика Бахаршья               | Министр сельского хозяйства                                        | 14 марта 1998 года   | 21 мая 1998 года     | Сухарто                        |
| Эрна Витулар                  | Министр жилищного хозяйства, расселения и регионального развития   | 26 октября 1999 года | 10 августа 2001 года | Абдуррахман Вахид              |
| Суси Пуджиастути              | Министр морского хозяйства и рыболовства                           | 27 октября 2014 года | Ныне в должности     | Джоко Видодо                   |
| Сити Фадила Супари            | Министр здравоохранения                                            | 20 октября 2004 года | 21 октября 2009 года | Сусило Бамбанг Юдойоно         |
| Энданг Рахаю Седьянингси      | Министр здравоохранения                                            | 21 октября 2009 года | 26 апреля 2012 года  | Сусило Бамбанг Юдойоно         |
| Нафша Мбои                    | Министр здравоохранения                                            | 14 июня 2012 года    | 27 октября 2014 года | Сусило Бамбанг Юдойоно         |
| Нила Мулук                    | Министр здравоохранения                                            | 27 октября 2014 года | Ныне в должности     | Джоко Видодо                   |
| Мари Элка Пангесту            | Министр туризма и креативной экономики                             | 20 октября 2011 года | 27 октября 2014 года | Сусило Бамбанг Юдойоно         |
| Сити Нурбая Бакар             | Министр лесного хозяйства и окружающей среды                       | 27 октября 2014 года | Ныне в должности     | Джоко Видодо                   |
| Лашья Сутанто                 | Министр по делам женщин                                            | 19 марта 1983 года   | 1987 год             | Сухарто                        |
| Аниндяти Суласикин Мурпратомо | Государственный министр по делам женщин                            | 1987 год             | 21 марта 1993 года   | Сухарто                        |
| Мин Суганди                   | Государственный министр по делам женщин                            | 21 марта 1993 года   | 14 марта 1998 года   | Сухарто                        |
| Тутти Алавия                  | Государственный министр по делам женщин                            | 14 марта 1998 года   | 26 октября 1999 года | Сухарто Бухаруддин Юсуф Хабиби |
| Хофифа Индар Параванса        | Государственный министр по делам женщин и защиты детей             | 26 октября 1999 года | 10 августа 2001 года | Абдуррахман Вахид              |
| Сри Реджеки Сумартоно         | Государственный министр по делам эмансипации женщин и защиты детей | 10 августа 2001 года | 20 октября 2004 года | Мегавати Сукарнопутри          |
| Меутия Хатта                  | Государственный министр по делам эмансипации женщин и защиты детей | 20 October 2004      | 20 October 2009      | Сусило Бамбанг Юдойоно         |
| Линда Амалия Сари             | Министр по делам эмансипации женщин и защиты детей                 | 21 октября 2009 года | 27 октября 2014 года | Сусило Бамбанг Юдойоно         |
| Йохана Йембисе                | Министр по делам эмансипации женщин и защиты детей                 | 27 октября 2014 года | Ныне в должности     | Джоко Видодо                   |
| Рини Сумарно                  | Министр государственных предприятий                                | 27 октября 2014 года | Ныне в должности     | Джоко Видодо                   |
| Сри Мульяни Индравати         | Министр планирования национального развития                        | 20 октября 2004 года | 7 декабря 2005 года  | Сусило Бамбанг Юдойоно         |
| Армида Алишахбана             | Министр планирования национального развития                        | 21 октября 2009 года | 27 октября 2014 года | Сусило Бамбанг Юдойоно         |